# John McGeoch

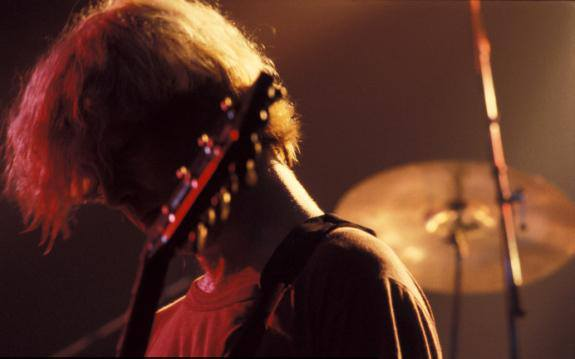
John McGeoch (2014)

John Alexander McGeoch (* 25. August 1955 in Greenock; † 4. März 2004) war ein schottischer Gitarrist.
Er spielte Gitarre für Magazine (1978–1980), Visage (1980), Siouxsie and the Banshees (1980–1982), The Armoury Show (1983–1986) und Public Image Ltd (1987–1992) (auch bekannt als PiL). Sein Gitarrenstil definierte den Sound von Siouxsie and the Banshees neu, er spielte mit der Band einige ihrer besten Alben ein. Später stieg er aus der Musikbranche aus und beendete Mitte der 1990er Jahre seine Ausbildung zum Krankenpfleger, übte den Beruf aber nicht aus, sondern wandte sich wieder der Musik zu. Unter anderem komponierte er Musik für das britische Fernsehen. Mitte der 1990er Jahre gründete er zusammen mit John Keeble (Spandau Ballet) und Clive Farrington vorübergehend eine neue Band namens Pacific, die sich aber ohne irgendwelche Veröffentlichungen wieder auflöste.
Das britische Musikmagazin Mojo listete McGeoch auf Platz 89 der „100 besten Gitarristen aller Zeiten“ für das Lied Spellbound von Siouxsie and the Banshees.
John McGeoch starb am 4. März 2004 im Schlaf und hinterließ seine Frau Sophie und Tochter Emily.